# Platyroptilon collessi
Platyroptilon collessi är en tvåvingeart som beskrevs av Loïc Matile 1982. Platyroptilon collessi ingår i släktet Platyroptilon och familjen platthornsmyggor. Inga underarter finns listade i Catalogue of Life.